# Hypochondros
De Hypochondros (Latijn: Hypochonder) is een rivier in Klein-Azië (het hedendaagse Turkije). 
De Griekse geograaf en geschiedschrijver Strabo beschreef deze rivier als een 'onberekenbare rivier, die na het minste of geringste regenbuitje buiten haar oevers treedt'. Tot nu toe is de locatie van deze rivier nog niet opgehelderd.
Het vermoeden bestaat dat de termen 'hypochonder' en 'hypochondrie' vallen te herleiden tot deze grillige rivier.
1. ↑  Strabo. Strabonis Geographica. Cambridge University Press, Cambridge, 1–55. ISBN 978-1-316-10399-9.